# SS Majestic
SS Majestic – parowiec, zbudowany w 1890 roku i obsługiwany przez White Star Line.

## Historia
Budową zajęła się stocznia Harland and Wolff. Statek został ochrzczony 29 czerwca 1889 roku. Następne dziewięć miesięcy spędził w doku, gdzie wykańczano na nim wyposażenia. Majestic jak i Teutonic zostały współfinansowane w połowie przez Royal Navy, która miała użytkować statki podczas wojny. 2 kwietnia 1890 roku transatlantyk wyruszył w swój dziewiczy rejs z Liverpoolu do Nowego Jorku. 2 miesiące później zdobył Błękitną Wstęgę Atlantyku ze średnią prędkością płynięcia 20,1 węzłów. Niestety, zaszczyt ten został odebrany po dwóch tygodniach, gdzie nowy rekord pobił jego brat – SS Teutonic. W 1895 roku statkiem zaczął dowodzić nowy kapitan – Edward Smith (ten, który dowodził Titanikiem, i podczas jego katastrofy zmarł). W 1899 roku parowiec był używany podczas wojny jako transportowowiec wojska. W latach 1902–1903 Majestic przeszedł gruntowny remont (m.in. zmieniono na nowsze kotły parowe). 26 czerwca 1907 roku transatlantyk po raz pierwszy wypłynął z Southampton do Nowego Jorku (ponieważ w 1907 roku White Star Line przeniósł port z Liverpoolu do Southampton). W 1911 roku został wycofany ze służby, jednak rok później, po katastrofie Titanica, zaczął znowu pływać linią Southampton – Nowy Jork, aby wypełnić lukę w harmonogramie. 14 stycznia 1914 statek zezłomowano w Morecambe.